# Oluf Steen
Oluf Martin Kristian Steen (23 september 1882 - 15 januari 1944) was een Noors langebaanschaatser.
Oluf Steen werd in 1903 tweede bij het EK Allround. Door de regels van de Internationale Schaatsunie (ISU) uit die tijd werd alleen de kampioen uitgeroepen en kregen de nummers twee en drie geen medaille. Hetzelfde overkwam de Noor bij het EK Allround in 1907 waar hij tweede werd. Pas in 1908 werden de regels bij de ISU veranderd. In het vervolg werden ook zilveren en bronzen medaille uitgereikt. Steen werd bij het WK Allround van 1909 tweede en kreeg door de regelverandering zijn eerste zilveren medaille.

## Resultaten
| Jaar | EK allround | WK allround |
| ---- | ----------- | ----------- |
| 1903 | (2)         | -           |
| 1904 | -           | NS3         |
| 1905 | -           | -           |
| 1906 | -           | NS2         |
| 1907 | (2)         | NS3         |
| 1908 | -           | -           |
| 1909 | -           | Zilver      |

### Medaillespiegel
| Kampioenschap | Goud | Zilver | Brons |
| ------------- | ---- | ------ | ----- |
| EK allround   | 0    | (2)    | 0     |
| WK allround   | 0    | 1      | 0     |